# Bạc(I) fluoride
Bạc(I) fluoride (AgF) là một hợp chất của bạc và fluor. Nó là một chất rắn màu vàng nâu (như màu gừng), nhiệt độ nóng chảy ở 435 ℃, và chuyển màu đen khi tiếp xúc với không khí ẩm. Không giống như các muối halogen khác của bạc như bạc chloride, nó có thể hòa tan trong nước đến 1,8kg/L ở nhiệt độ 15,5 °C, và thậm chí còn có khả năng hòa tan trong acetonitrile. AgF được tạo thành từ phản ứng giữa bạc(I) cacbonat (Ag2CO3), bạc(I/III) oxide (AgO) hoặc bạc(I) oxide (Ag2O) với acid hydrochloric:
{\displaystyle \mathrm {Ag_{2}O+2\ HF\longrightarrow 2AgF+H_{2}O} }
Hay:
{\displaystyle \mathrm {2AgO+4HF\longrightarrow 2AgF+2H_{2}O+F_{2}} }
Hoặc:
{\displaystyle \mathrm {Ag_{2}CO_{3}+2HF\longrightarrow 2AgF+H_{2}O+CO_{2}} }

## Sử dụng
Do tính nhạy với tia cực tím nên AgF được sử dụng để phủ lên các loại phim màu đặc biệt.
Việc sử dụng AgF rất nguy hiểm, vì nó có thể phản ứng với nhiều chất, ví dụ silic, titan và calci hydride gây tỏa nhiệt cao. Thậm chí, trong trường hợp tiếp xúc với bo và natri còn có nguy cơ gây nổ. Hơn nữa, nó ăn mòn da, mắt hoặc khi hít vào phổi.

## Hợp chất khác
AgF còn tạo một số hợp chất với NH3, như AgF·2NH3·2H2O (CAS#: 34445-07-3) là tinh thể màu trắng dễ hút ẩm, có tính nổ cao. Nó còn được viết tắt là SDF và thường được sử dụng trong nha khoa; cụ thể hơn, nó được sử dụng như là một loại thuốc để chữa trị và ngăn ngừa sâu răng.